# Стефан Величков
Стефан Величков (болг. Стефко Величков, нар. 15 серпня 1949) — болгарський футболіст, що грав на позиції захисника. По завершенні ігрової кар'єри — тренер.
Виступав, зокрема, за клуб ЦСКА (Софія), а також національну збірну Болгарії, у складі якої був учасником чемпіонату світу 1974 року.

## Клубна кар'єра
Вихованець клубу «Спартак» (Плевен). У віці 17 років дебютував за першу команду в північній Групі Б в сезоні 1966/67, в якому плевенський клуб фінішував на 1-му місці і забезпечив собі підвищення до Групи А. У наступних двох сезонах він провів 27 ігор в елітному дивізіоні.
Влітку 1969 року він перейшов до «Академіка» (Свиштов) з другого дивізіону, де, однак, провів лише один сезон і у 1970 році повернувся до еліти ставши гравцем «Етира». З цією командою він зарекомендував себе як одного з найкращих захисників у Групі А, завдяки чому 19971 року став першим гравцем «Етиру», який зіграв за національну збірну. Він пробув в команді до літа 1974 року, провівши загалом 136 матчів у чемпіонаті.
У віці 25 років Величкова запросило ЦСКА (Софія). Офіційно Стефан дебютував у складі «армійців» 22 вересня перемогою 3:0 над «Піріном» (Благоєвград), замінивши Петара Жекова у другому таймі. До кінця сезону він провів 22 матчі і став чемпіоном Болгарії. Також він забив один гол — у 18 турі переможній (2:0) грі проти «Дунава» (Русе) 22 березня 1975 року. З ЦСКА він виграв титул у і наступному сезоні 1975/76.
У 1976 році Величков повернувся до «Спартака» (Плевен), де пробув до літа 1980 року, після чого закінчив кар'єру у віці 31 року і був призначений помічником тренера «Спартака». Всього він зіграв 251 матч і забив 1 гол у групі А, а також 105 матчів у групі Б.

## Виступи за збірну
Величков провів 16 матчів у складі юнацької збірної Болгарії до 18 років, з якою брав участь у двох чемпіонатах Європи — в 1966 році в Югославії та в 1968 році у Франції.
7 квітня 1971 року дебютував в офіційних матчах у складі національної збірної Болгарії в товариській грі проти Греції (1:0). Свій єдиний гол за «левів» він забив 19 травня 1971 року в кваліфікації на Євро-1972 проти Угорщини, яку перемогли з рахунком 3:0.
У складі збірної був учасником чемпіонату світу 1974 року у ФРН, де зіграв 90 хвилин у всіх трьох матчах Болгарії проти Швеції, Уругваю та Нідерландів, але болгари не виграли жодної гри та не змогли пройти груповий етап.
Загалом протягом кар'єри у національній команді, яка тривала 4 роки, провів у її формі 26 матчів, забивши 1 гол.

## Кар'єра тренера
Розпочав тренерську кар'єру відразу ж по завершенні кар'єри гравця, 1980 року, увійшовши до тренерського штабу клубу «Спартак» (Плевен), а у сезоні 1985/86 був головним тренером клубу, до якого потім ще двічі повертався як головний тренер у 1988—1990 та 1992—1993 роках.
Протягом тренерської кар'єри також очолював команди «Арда» (Кирджалі) та «Светкавиця».

## Досягнення
- Чемпіон Болгарії (2): 1974/75, 1975/76